# Coccolithovirus
Coccolithovirus es un virus gigante que infecta a Emiliania huxleyi, una especie de cocolitóforo. Su genoma es ADN bicatenario, por lo que pertenece al Grupo I de la Clasificación de Baltimore. El tamaño del genoma es de 407.339 pares de bases con un contenido GC del 41.1% y contiene 472 secuencias de codificación estimadas.
Desde la investigación inicial en el genoma Coccolithovirus, se ha descubierto una secuencia de genes responsable de la producción de ceramida. La ceramida es un factor de control de la muerte celular, y se piensa que Coccolithovirus la usa para prolongar la vida de Emiliania huxleyi mientras utiliza la célula huésped para replicarse. Esta es una habilidad única no vista en ningún otro genoma vírico hasta la fecha.

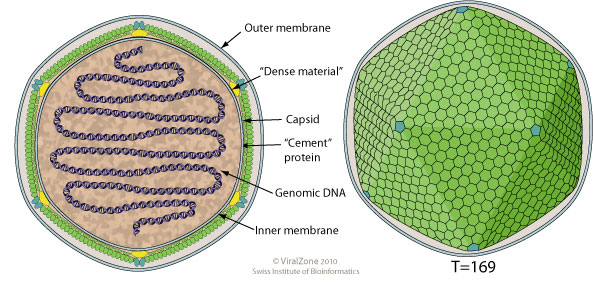
Dibujo esquemático de un virión de Coccolithovirus (sección transversal y vista lateral)